# جورج تشارلز غري
جورج تشارلز غري (بالإنجليزية: George Charles Grey)‏ هو سياسي بريطاني وبريطاني (وحمل سابقاً جنسية المملكة المتحدة لبريطانيا العظمى وأيرلندا)، ولد في 2 ديسمبر 1918، وتوفي في 30 يوليو 1944. حزبياً، نشط في الحزب الليبرالي. وقد في الانتخابات الفرعية في مجلس العموم البريطاني ‏، انتخب عضو برلمان المملكة المتحدة الـ37 عن دائرة بيرويك-أبون-تويد (18 أغسطس 1941 – 30 يوليو 1944).